# Andreas Waldowsky
Andreas Waldowsky (* 4. März 1967 in Hamburg) ist ein deutscher Politiker der Grün-Alternativen Liste (GAL) und war von 2008 bis 2011 Mitglied der Hamburgischen Bürgerschaft.

## Leben
Nach dem Abitur in Hamburg folgte für Andreas Waldowsky von 1987 bis 1989 der Zivildienst beim Deutschen Roten Kreuz (DRK) in Hamburg-Walddörfer. Anschließend studierte er an der Universität Hamburg die Fächer Erziehungswissenschaften, Geschichte und Französisch auf Lehramt. Es folgten 1993 das erste und 1995 das zweite Staatsexamen. Von 1996 bis 1999 folgte ein zweites Studium an der Fachhochschule für öffentliche Verwaltung in Hamburg mit einem Abschluss als Diplom-Finanzwirt. Von 2000 bis 2009 lehrte er als Studienrat am Gymnasium Wentorf die Fächer Französisch und Geschichte, bis er an die Gesamtschule in Norderstedt wechselte, an der er bis 2012 tätig war. Er unterrichtete anschließend in der gymnasialen Oberstufe der Immanuel-Kant-Gemeinschaftsschule in Reinfeld (Holstein) und war dort stellvertretender Schulleiter. Seit 2016 ist er Schulleiter der Klaus-Groth-Schule Tornesch. Neben seiner Arbeit ist er in der Kirche aktiv. Von  1997 bis 2003 war er Mitglied des Kirchenvorstandes der St. Bonifatius-Gemeinde in Hamburg-Barmbek und Mitglied der Kirchenkreissynode Alt-Hamburg.

## Politik
In der GAL ist Waldowsky seit 1998 aktives Mitglied und war von 2004/2005 Kreisvorstandssprecher der GAL-Nord. Er war Mitglied der Bezirksversammlung Hamburg-Nord. Dort war er unter anderem im Haushaltsausschuss, Kerngebietsausschuss, Stadtentwicklungsausschuss, Ausschuss für Umwelt, Verbraucherschutz und Verkehr.
Im Februar 2008 konnte er bei der Bürgerschaftswahl über den Wahlkreis Fuhlsbüttel – Alsterdorf – Langenhorn als Abgeordneter in die Hamburgische Bürgerschaft einziehen. Dort war er Fachsprecher für die Bereiche Europa und Internationales. Zudem saß er für seine Fraktion unter anderem im Europaausschuss, Haushaltsausschuss, Stadtentwicklungsausschuss, Wirtschaftsausschuss. Bei der vorgezogenen Neuwahl im Februar 2011 konnte Andreas Waldowsky kein Mandat mehr erringen.